# Antagonía

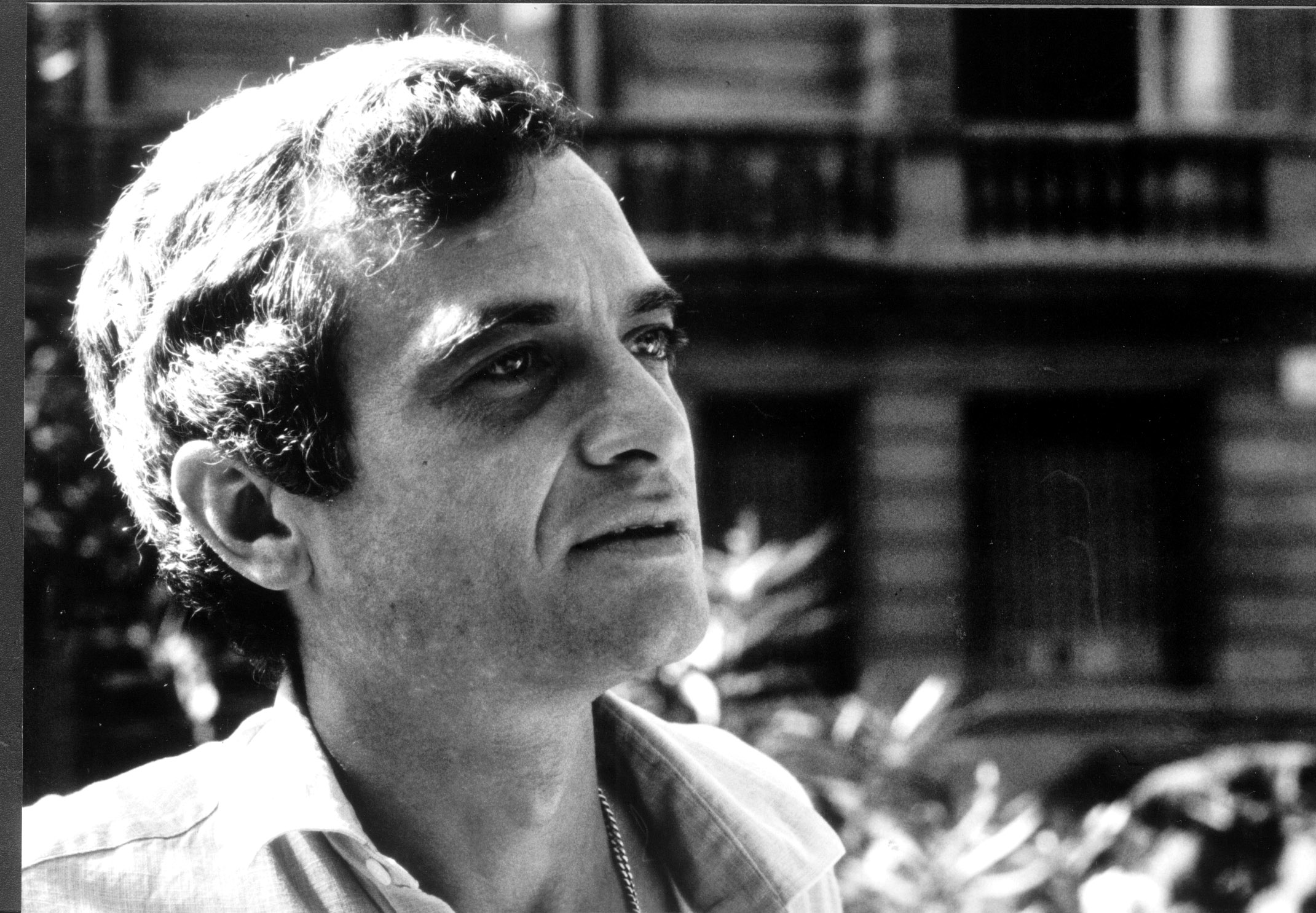
Luis Goytisolo, autor de la obra.

Antagonía es una novela escrita por Luis Goytisolo que inicialmente fue publicada entre los años 1973 y 1981 en cuatro partes: Recuento (1973), Los verdes de mayo hasta el mar (1976),  La cólera de Aquiles (1979) y Teoría del conocimiento (1981). El autor empezó a escribir la novela el 1 de enero de 1963 y tardó diecisiete años en finalizarla. Según el autor, concibió el libro durante su reclusión en la cárcel de Carabanchel, donde se encontraba en régimen de aislamiento por su pertenencia al Partido Comunista de España. En el año 2012 la editorial Anagrama editó la obra completa en un volumen para conmemorar el número 500 de la colección «Narrativas Hispánicas».
Es la tercera obra que escribió el autor, anteriormente había publicado Las afueras y Las mismas palabras. Según Goytisolo, Claude Simon consideraba a Antagonía como una de las tres mejores novelas del siglo XX, junto a El cuarteto de Alejandría y En busca del tiempo perdido.

## Ediciones
La obra se ha editado en español en varias ocasiones:
- Recuento. Editorial Seix Barral, 1973.[6][nota 1]
- Los verdes de mayo hasta el mar. Editorial Seix Barral, 1976.[6]
- La cólera de Aquiles. Editorial Seix Barral, 1979.[6]
- Teoría del conocimiento. Editorial Seix Barral, 1981.[6]

Las cuatro partes separadas también fueron editadas por la editorial Alfaguara (1983), Alianza Editorial (1993) y Plaza & Janés (1993).
- Antagonía I y Antagonía II. Editorial Alfaguara, 1998.[7]
- Antagonía. Editorial Anagrama, 2012.[8]